# Route nationale 239 (Belgique)
Pour les articles homonymes, voir Route 239.
La route nationale 239 est une route nationale de Belgique de 7,2 kilomètres qui relie Ottignies à Wavre via Limal

## Communes sur le parcours
- Région wallonne
  -  Province du Brabant wallon
    - Ottignies
    - Limal
    - Wavre